# At-Tulajsijja
At-Tulajsijja (arab. الطليسية) – wieś w Syrii, w muhafazie Hama. W 2004 roku liczyła 824 mieszkańców.